# Kevin Ratcliffe
Kevin Ratcliffe, född 12 november 1960, är en före detta walesisk fotbollsspelare.
Ratcliffe var en mittback med snabbheten som främsta egenskap. Han sågs inte som en särskilt tekniskt skicklig spelare, men däremot var han bra på att läsa spelet och han såg till att spela enkelt. Han spelade sin första ligamatch med Everton som 19-åring i mars 1980, men hade svårt att ta en ordinarie plats under de första åren. I december 1982 blev han dock ordinarie, och året efter blev han utsedd till lagkapten. Kort därefter fick Ratcliffe även göra landslagsdebut för Wales. Totalt kom han upp i 58 landskamper, men Wales lyckades inte ta sig till något stort mästerskap.
När Everton besegrade Watford i FA-cupfinalen 1984 blev Ratcliffe den yngste lagkaptenen att vinna FA-cupen sedan Bobby Moore 23 år tidigare. Under de kommande åren ledde han laget till ligamästerskapen 1985 och 1987 samt till seger i Cupvinnarcupen 1985. Det blev även två finalförluster i FA-cupen.
Efter totalt 461 matcher och två mål för Everton flyttade han 1993 till Cardiff City. Han blev senare tränare i Chester City och Shrewsbury Town. Som tränare i Shrewsbury var han med om att besegra sin gamla klubb Everton i tredje omgången av FA-cupen i januari 2003. I ligan gick det dock sämre och Ratcliffe fick sparken efter att man åkt ur ligan och blivit nedflyttade till Football Conference.